# 277ª Squadriglia
La 277ª Squadriglia fu un reparto attivo nel Corpo Aeronautico del Regio Esercito (Prima guerra mondiale).

## Storia
Nel novembre 1917 alla 16ª Sezione FBA di Sapri arrivano 3 FBA Type H della 3ª Squadriglia Idrovolanti del Lago d'Iseo con il Tenente Enzo Battaglia ed altri 2 piloti.
Nell'aprile 1918 è al comando del Ten. M. Leddi ed in agosto la 277ª Squadriglia ha 6 FBA.
In settembre il comando torna al Ten. Battaglia che dispone di altri 2 piloti ed ha svolto 3 missioni di guerra nel 1917 e 145 nel 1918.
Viene sciolta il 1º aprile 1919 quando il comandante Ten. Fulvio Barducci ed un pilota vanno alla 278ª Squadriglia di Terranova Pausania.